# معدل قناة
معدلات القنوات أو محورات المستقبلات (بالإنجليزية: channel modulator)‏  أو معدلات القنوات الأيونية (بالإنجليزية: ion channel modulator)‏ هي نوع من الأدوية تؤثر على القنوات الأيونية وتنظمها. تشمل حاصرات القنوات وفاتحات القنوات.